# Radość (Warszawa)

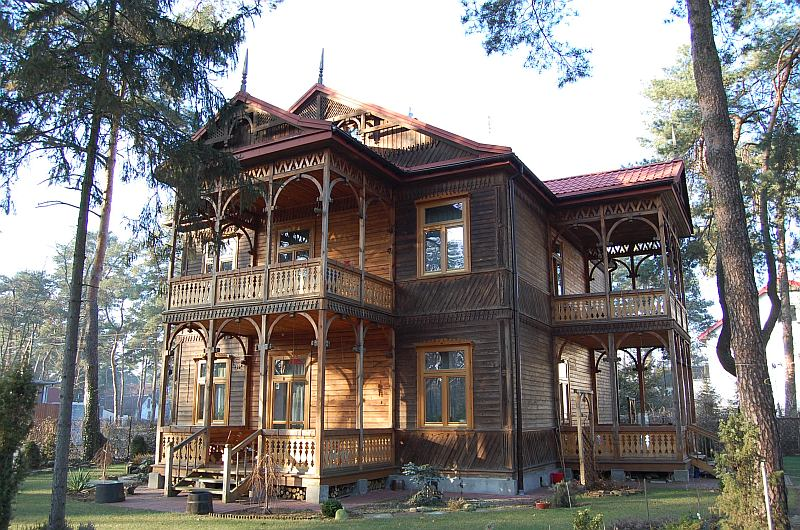
Świdermajer – drewniana willa „Lodusieńka” przy ul. Herbacianej 6

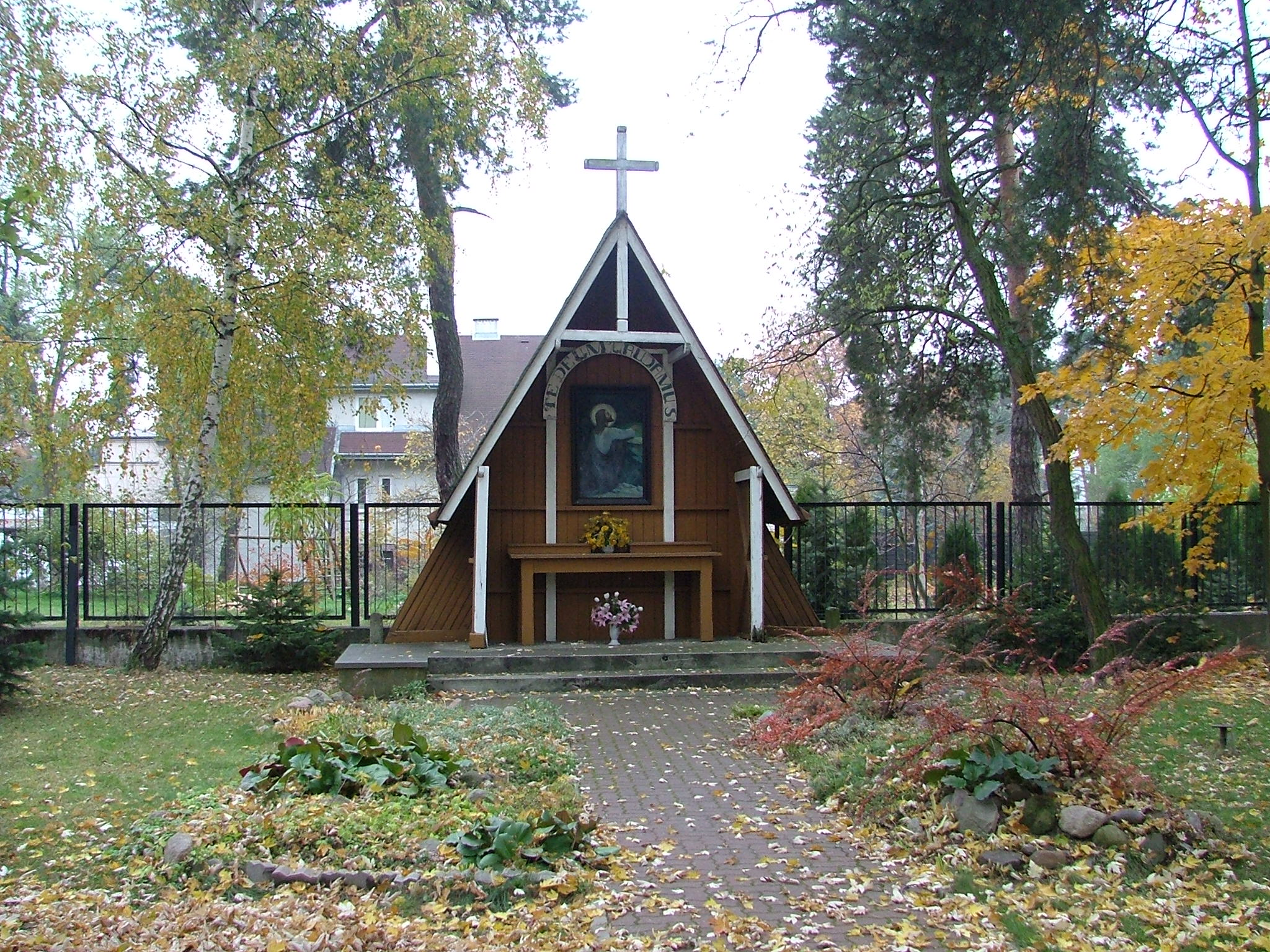
Radość, kapliczka przy Kościele Matki Boskiej Anielskiej

Radość – osiedle i obszar MSI w dzielnicy Wawer w Warszawie.

## Opis
Dawniej samodzielna miejscowość. Położone w okolicy torów w kierunku Otwocka, między Miedzeszynem na południu a Międzylesiem na północy oraz na wschód od Wisły.
Na początku XX wieku była to popularna miejscowość letniskowa, która swoje istnienie zawdzięczała Kolei Nadwiślańskiej. Przed II wojną światową wybudowano tam kościół Matki Boskiej Anielskiej oraz szkołę podstawową.

## Ważniejsze obiekty
- OSP w Radości (rok założenia: 1926) – ul. Tomaszowska 4
- Dom Dziecka nr 5 – ul. Podmokła 4
- Kościół Niepokalanego Poczęcia NMP
- Wyższe Baptystyczne Seminarium Teologiczne w Warszawie – ul. Szczytnowska 35/39
- Cmentarz parafialny z 1932 roku
- drewniane domy w stylu otwocko-świderskim

## Zabytki
- Willa Pod Kogutkiem zwana również „Willą Fertnera” – ul. Junaków 33/35[3]
- Przystanek kolejowy Warszawa Radość
- Willa Lodusieńka – ul. Herbaciana 6
- dawny cmentarz żydowski

## Publiczny transport zbiorowy
Przez osiedle przejeżdżają autobusy kilku linii. Na przystanku kolejowym Warszawa Radość zatrzymują się pociągi Szybkiej Kolei Miejskiej i Kolei Mazowieckich.